# Christian Schwarz (Handballspieler)
Christian Schwarz (geboren am 9. Juli 1988 in Rostock) ist ein deutscher Handballspieler.

## Laufbahn als Spieler
Der 1,96 Meter große Kreisläufer spielte elf Jahre beim HC Empor Rostock und wechselte in der Saison 2008/09 zum Stralsunder HV, der in der ersten Handball-Bundesliga antrat. Ab 2009 spielte Schwarz beim TSV Altenholz, zunächst in der 2. Liga, ab 2011 in der 3. Liga. Zur Saison 2013/14 wechselte er zum VfL Bad Schwartau. Seit dem Sommer 2015 lief er für den 1. VfL Potsdam auf, seit der Spielzeit 2021/2022 ist er beim HSV Insel Usedom in der Oberliga Ostsee-Spree aktiv.

## Privates
Christian Schwarz ist Sport- und Fitnesskaufmann. Er ist verheiratet.